# Brachyurophis incinctus
Brachyurophis incinctus (безсмуга лопатоноса змія) — вид отруйних змій родини аспідових (Elapidae). Ендемік Австралії.

## Поширення й екологія
Безсмугі лопатоносі змії мешкають у внутрішніх районах Північної Території і Квінсленду на північному сході Австралії. Вони живуть у пустелях та напівпустельних чагарникових заростях, віддають перевагу кам'янистим пагорбам, порослим тріодією та чагарниками акації.